# Anwar Afzal
Mohammad Anwar Afzal (* 1926 in Kandahar) ist ein ehemaliger afghanischer Fußballspieler.
Sein größter Erfolg war die Teilnahme mit der afghanischen Fußballnationalmannschaft an den Olympischen Sommerspielen 1948 in London. Dort kam der Stürmer zu einem Einsatz, bei dem das Team in der Qualifikationsrunde gegen die Mannschaft aus Luxemburg mit 0:6 unterlag und aus dem Turnier ausschied.